# Tweede Exloërmond
Tweede Exloërmond é uma cidade dos Países Baixos, na província de Drente, pertencente ao município de Borger-Odoorn, e está situada a 15 km a norte de Emmen.
Em 2001, a cidade de Tweede Exloërmond tinha 1427 habitantes. A área urbana da cidade é de 0.61 km², e tem 600 residências.
A área de Tweede Exloërmond, que também inclui as partes periféricas da cidade, bem como a zona rural circundante, tem uma população estimada em 2540 habitantes.